# مهرجان باتوم دي بيرجا
[بحاجة لمصدر]
باتوم دي بيرجا (النطق الكتالاني : [pəˈtum də ˈβɛɾɣə])، أو ببساطة لا باتوم, هو مهرجان شعبي وتقليدي يحتفل به سنويًا في مدينة برغة الكاتالونية (برشلونة) خلال عيد الجسم. يتألف من سلسلة من "الرقصات" (بالكاتالونية، البالس) التي يؤديها سكان المدينة مرتدين أزياء شخصيات رمزية وغامضة، ويصاحبها إما إيقاع الطبل - الطبل، الذي يعطي صوت المهرجان اسمه - أو موسيقى الفرقة. تتميز "البالس" بجوهرها الرسمي واستخدامها الوفير للنار والألعاب النارية.
تم الإعلان عنه مهرجانًا تقليديًا ذو أهمية وطنية من قبل حكومة كاتالونيا في عام 1983. في عام 2005، أعلنت اليونسكو أحد روائع التراث الشفهي وغير المادي للإنسانية و، في عام 2008، سجلته في قائمتها التمثيلية.

## "البالس"
- إيلس بلنس. موثقة منذ عام 1628.[3]
- إيلس توركس إي كافاليتس (الترك والفرسان الصغار). موثقة منذ عام 1828.
- ليس ماسيس. موثقة منذ عام 1628.
- ليس غويتس ("البغال" الفلكلورية). موثقة منذ عام 1626 (غويتا جروسا)، 1890 (غويتا بوخا).
- لا إيلجا (النسر). موثقة منذ عام 1756.
- إيلس نانس فيلس (الأقزام القدامى). موثقة منذ عام 1853.
- إيلس جيجانتس (العمالقة). موثقة منذ عام 1695.[4]
- إيلس نانس نوس (الأقزام الجدد). موثقة منذ عام 1890.

## أصول وأهمية المهرجان
"لا باتوم" له أصول في احتفالات ما قبل المسيحية بالانقلاب الصيفي، حيث تم إعادة تدويرها ومنحها رمزية جديدة من قبل الكنيسة الكاثوليكية كجزء من احتفالات كوربوس. في بيرغا، أقدم إشارة محفوظة لموكب الجثمان تعود إلى 20 مايو 1454[1]. تطور المهرجان واندمجت فيه المزيد من العناصر الشعبية والدينية في العصور الوسطى، مما أدى إلى مزيج فريد من العمالقة والشياطين والملائكة والمستنقعات وشخصيات غريبة أخرى.
على الرغم من الأهمية الدينية لعيد القربان وأصول "لا باتوم" التي تنحدر من "العروض الإفخارستية"، إلا أنه في شكله الحالي يُعد بمثابة عرض للمسرح الشعبي. إنه فريد من نوعه في كتالونيا. كان علماء الأنثروبولوجيا والمتخصصون في الفولكلور مهتمين بـ "لا باتوم".

## أغنية بروس سبرينغستين
في عام 2016، وللاحتفال بالذكرى الـ150 لـ "العمالقة القدامى" (Gegants vells) والذكرى الـ125 لـ "العمالقة الجدد" (Gegants nous)، تم رقص أغنية بروس سبرينغستين "إذا كان يجب أن أتخلف"، من توزيع سيرجي كوينكا، حيث شارك فيها كل من الثنائي العملاق.[4][5]

## معرض

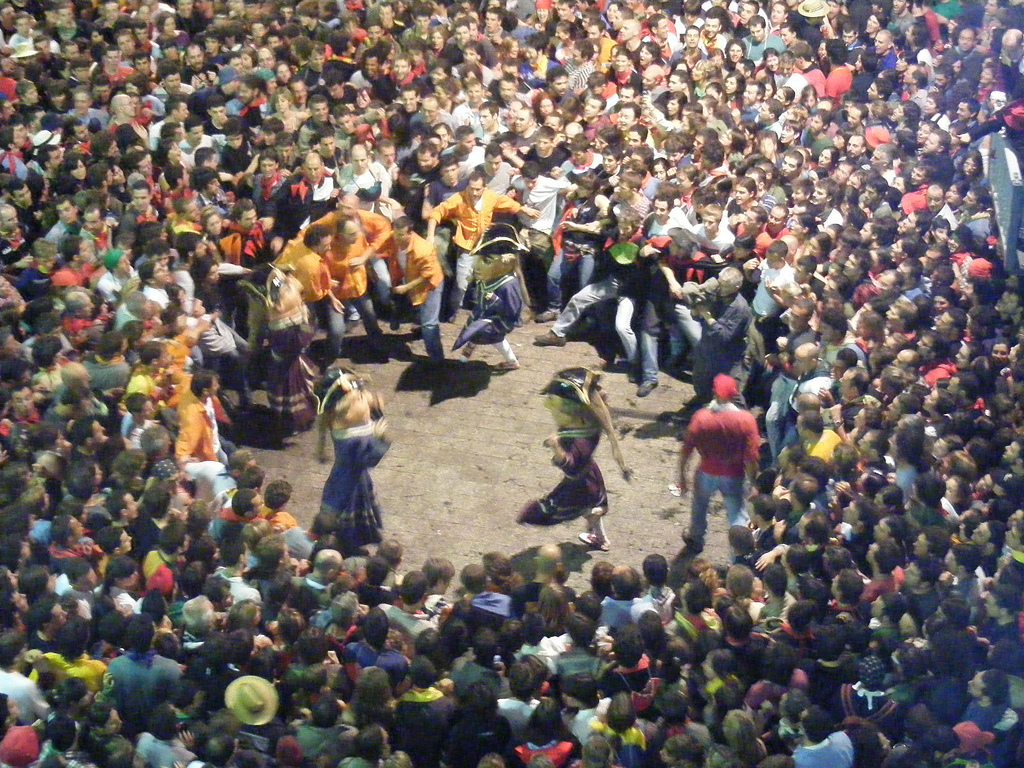
رقص Nans Vells
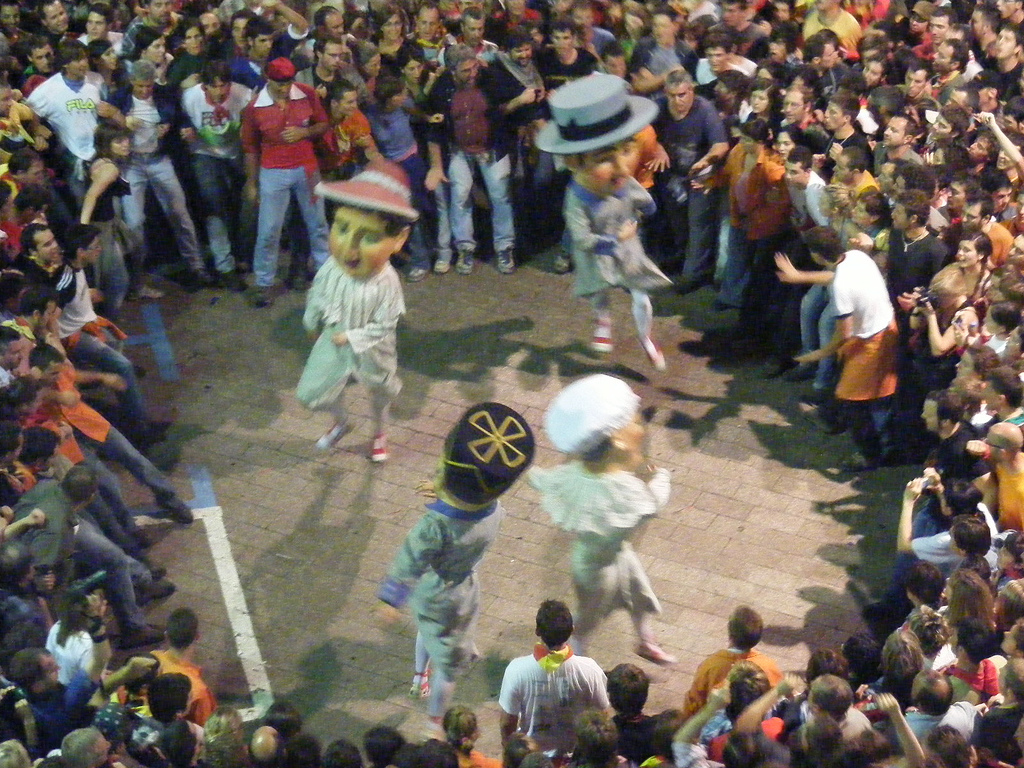
رقص Nans Nous
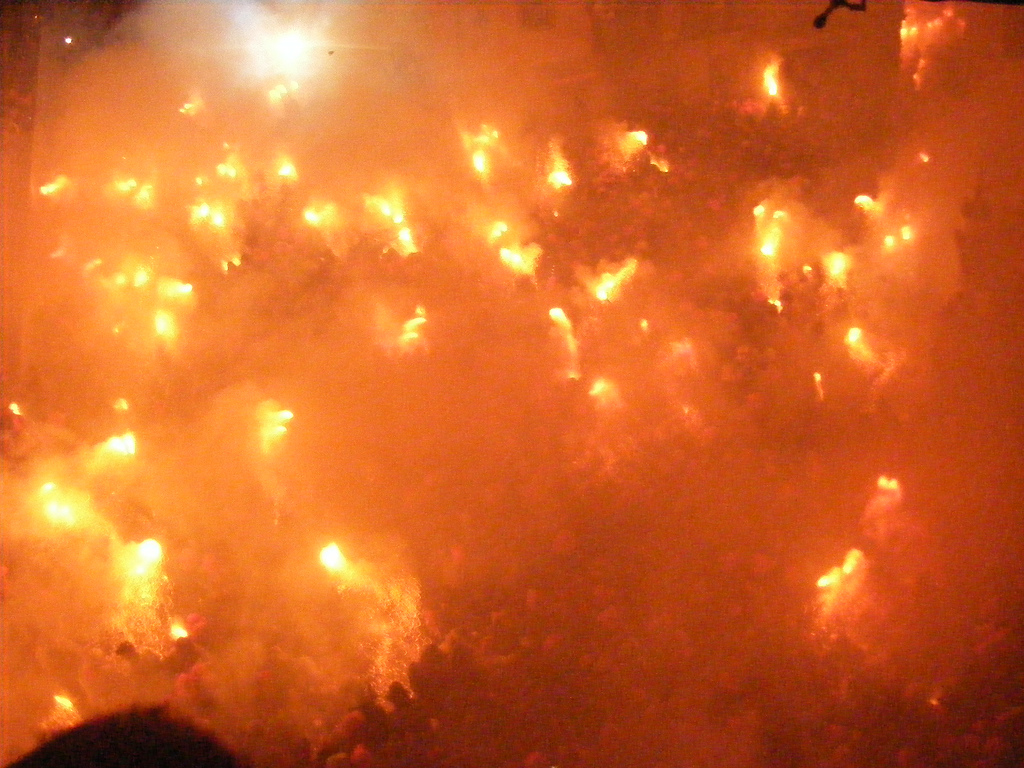
قفزة Plens
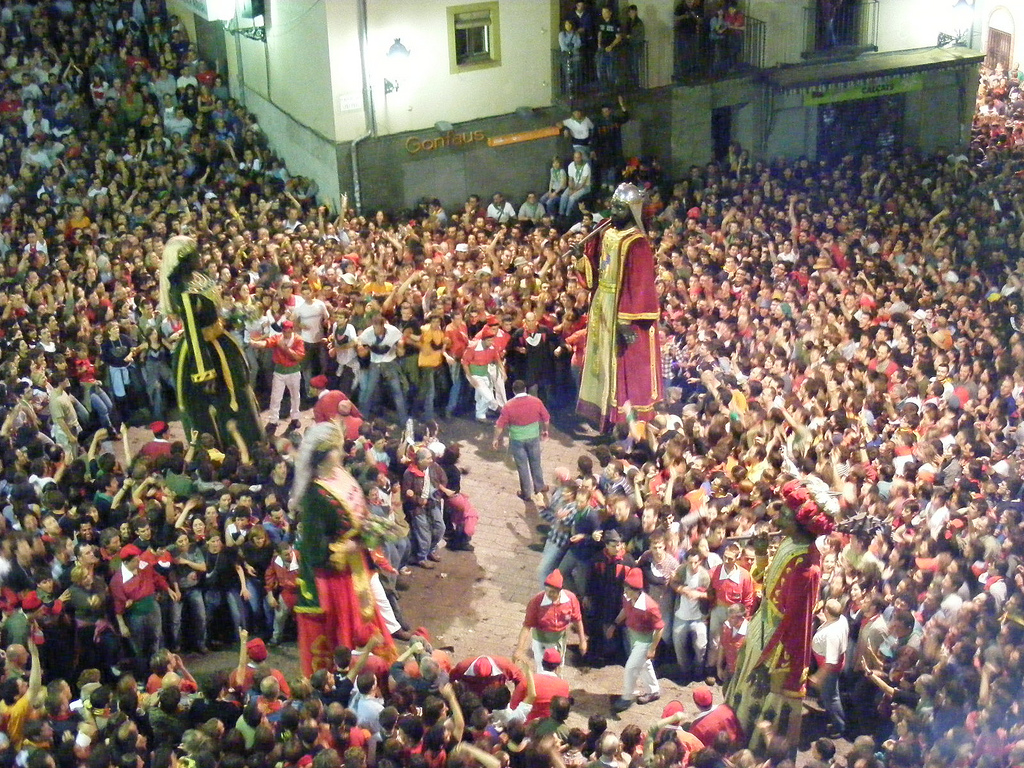
رقص Gegants
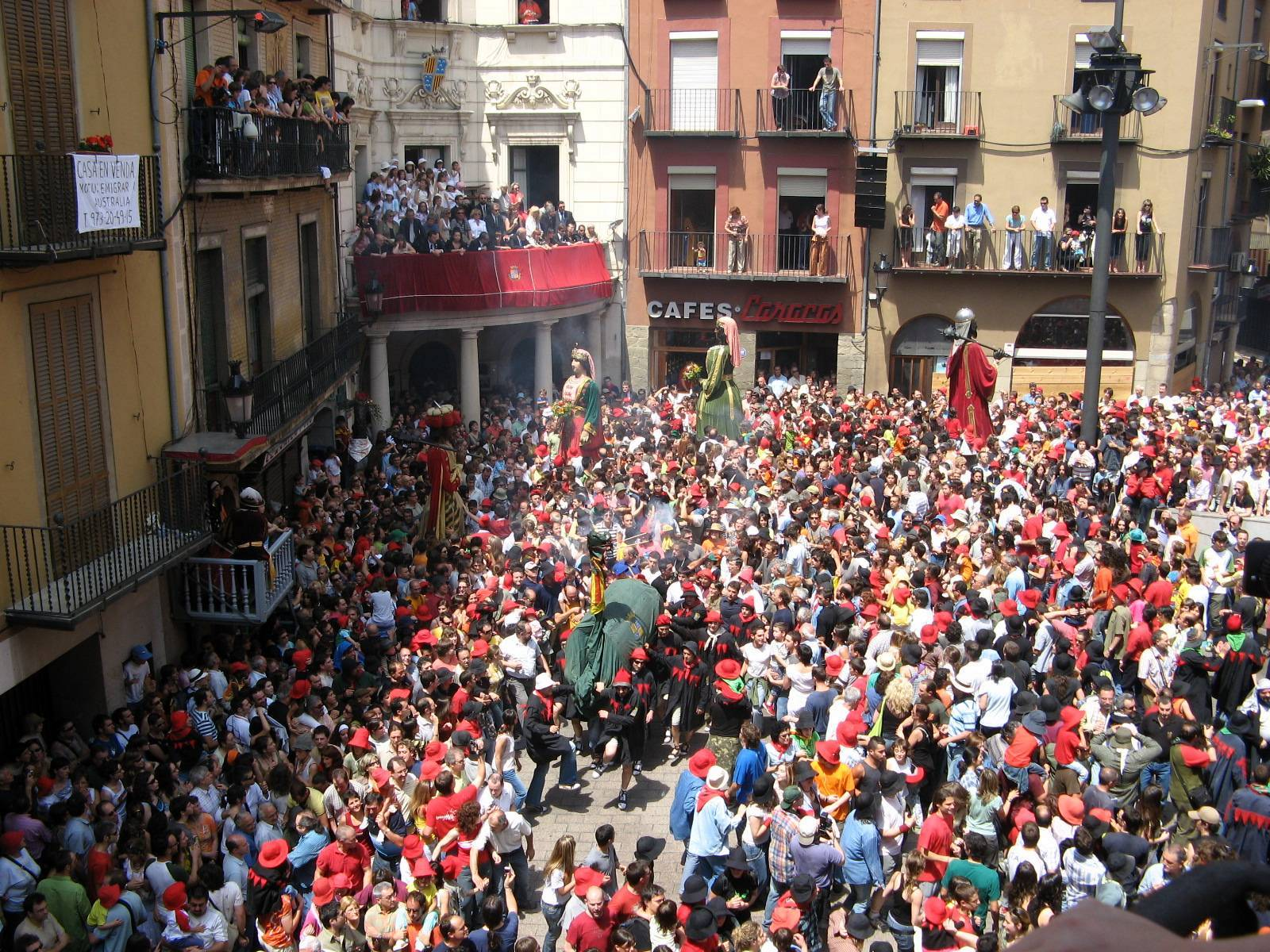
Patum de lluïment
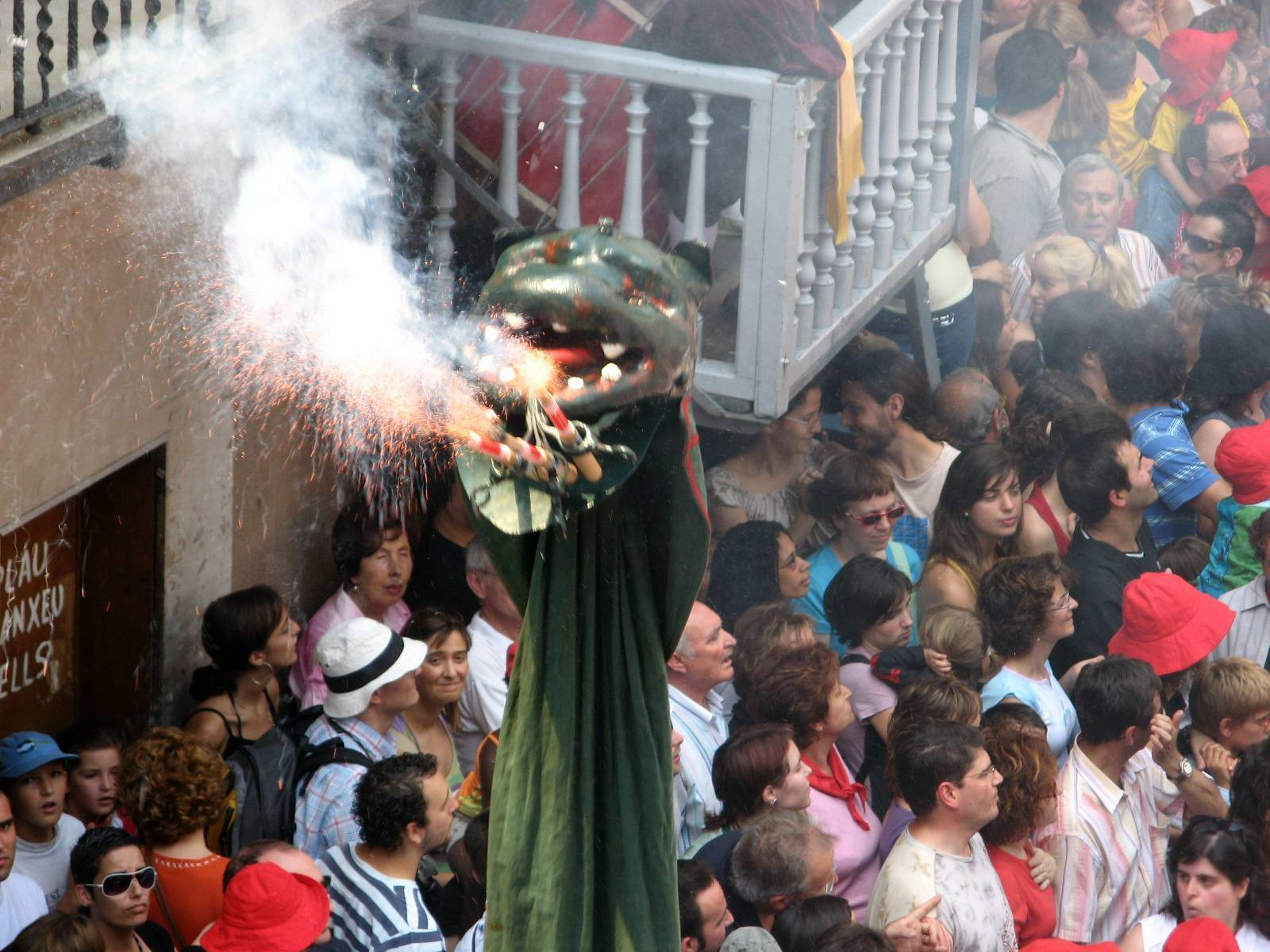
Guita Grossa

## روابط خارجية
- صفحة اليونسكو لباتوم دي بيرغا
- موقع لا باتوم
- فيديوهات عبر الإنترنت لـ "لا باتوم" وغيرها من المهرجانات الكتالونية نسخة محفوظة 2008-05-21 على موقع واي باك مشين.

قالب:تراث لامادي إسبانيا